# Tamás Deák (Komponist)
Tamás Deák (* 27. April 1928 in Székesfehérvár, Königreich Ungarn; † 12. Februar 2024 in Budapest) war ein ungarischer Komponist, Trompeter und Leiter einer eigenen Big Band.

## Leben
In seiner Familie erlernte er das Klavierspielen, das er an der Militärschule in Kőszeg fortsetzte. Ab 1946 bewirtschaftete er eine Zeitlang mit seinen Eltern einen Bauernhof in Pusztaszabolcs, wurde dann an der juristischen Fakultät der Universität Pécs aufgenommen und erlangte dort 1951 einen Abschluss in Rechtswissenschaften. Er lernte als Autodidakt Trompete zu spielen und später Musik zu komponieren. Bereits während seiner Studienzeit spielte er als Trompeter in einem Jazzensemble in Pécs. Nach seinem Studienabschluss konnte er keine Stelle als Jurist bekommen, aber dank seines Erfolgs als Trompeter eine Anstellung als Musiker. Ab 1955 spielte er in Budapest, zunächst im Hotel Duna Szálló und danach im Hotel Margitsziget Nagyszálló. Von 1959 bis 1964 arbeitete er beim Tanzorchester des Ungarischen Rundfunks. Nach der Auflösung des Tanzorchesters gründete er sein eigenes Ensemble (Deák Együttes) und dann seine eigene Big Band (Deák Big Band).
Tamás Deák spielte Trompete bei den ersten Aufnahmen der ungarischen Gruppe Metro, die Beatmusik machte. Er wirkte beim Táncdalfesztivál mit, einem Festival der Unterhaltungsmusik, das vom Ungarischen Fernsehen ausgerichtet wurde und schrieb im Laufe der Zeit erfolgreiche Musiktitel für zahlreiche ungarische Künstler, beginnend 1961 mit dem Stück Egyedül a tóparton für Lehel Németh. Darauf folgten weitere Kompositionen für Márta Bencze, Zsuzsa Koncz, Kati Kovács, Pál Szécsi, Sarolta Zalatnay und Zorán.
Insgesamt komponierte er mehr als 120 Musikstücke, darunter symphonische Unterhaltungsmusik, Musik für das Fernsehen, Jazz, Musik für Ballett sowie eine große Anzahl an Musikstücken für Trickfilme. So schuf er mit Vízisí die Titelmelodie der sowjetischen Zeichentrickserie Ну, погоди!.
Weiterhin wirkte er seit den 1960er Jahren auch als Musikpädagoge. Bis 1988 war er als Lehrer für Trompete an der Jazzabteilung der Béla-Bartók-Musikfachschule in Budapest tätig und gehörte zu den Gründern der Jazzabteilung. In der fünfteiligen Serie Amire a világ tancolt präsentierte er internationale Unterhaltungsmusik aus fünf Jahrzehnten im Ungarischen Fernsehen.
Deák starb am 12. Februar 2024 im Alter von 95 Jahren in Budapest.

## Filmmusik (Auswahl)
Tamás Deák schuf unter anderem Musik für die folgenden Film- und Fernsehproduktionen:
- Csinibaba
- Gusztáv
- Hófehér
- Kérem a következőt!
- Mézga család
- Ну, погоди!
- Macskafogó
- Trombi és tűzmanók

## Diskografie
- Deák Big Band: Örökszép Melódiák. Qualiton, 1978.
- Deák Big Band: Azok A Húszas Évek... Pepita, 1982.
- Deák Big Band: Örökszép Melódiák 2. Qualiton, 1984.